# آرتور شارلسورث
آرتور شارلسورث (انگلیسی: Arthur Charlesworth؛ ۴ فوریه ۱۸۹۸ – 4 january ۱۹۶۶ (۶۷−۶۸ سال)) بازیکن فوتبال اهل بریتانیا بود.
از باشگاه‌هایی که در آن بازی کرده‌است می‌توان به باشگاه فوتبال هال سیتی، باشگاه فوتبال یورک سیتی، باشگاه فوتبال دونکستر راورز، و باشگاه فوتبال وورکساپ تاون اشاره کرد.